# Gettex

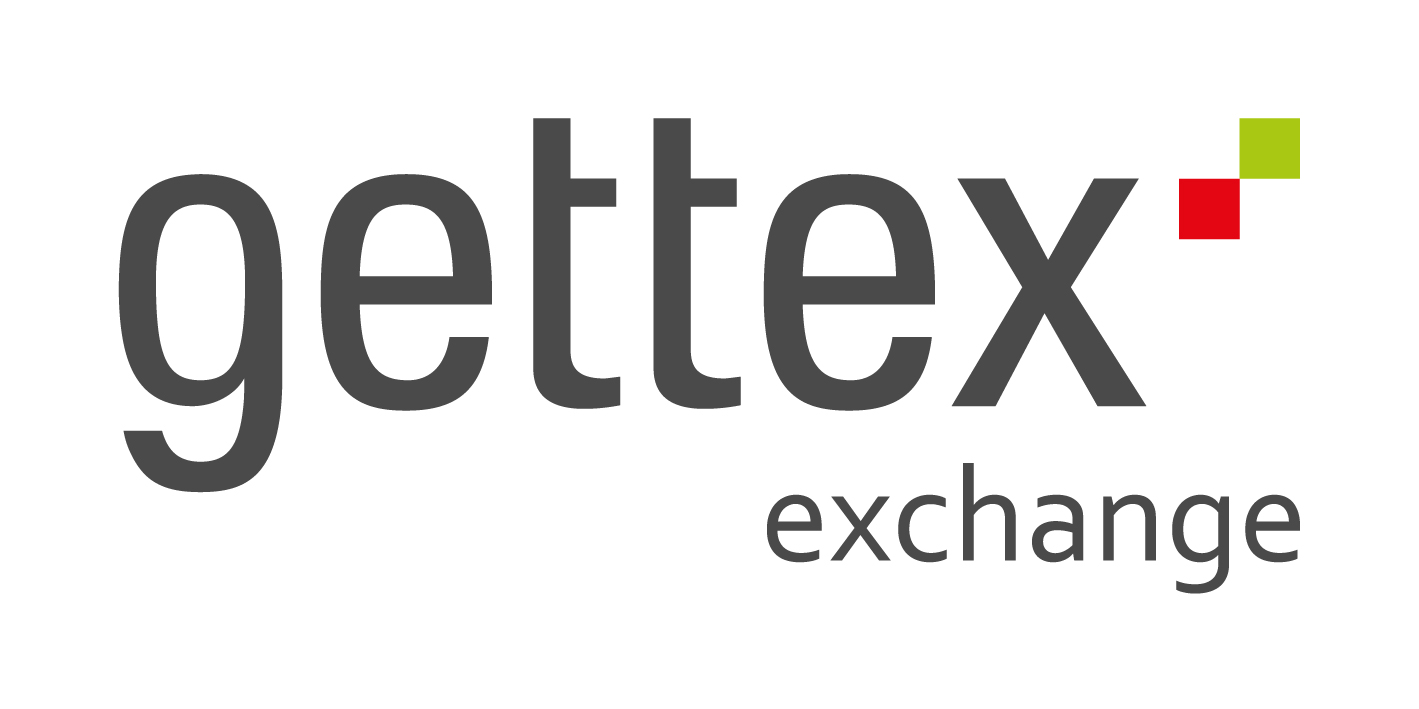
gettex exchange Logo

Gettex (Eigenschreibweise gettex) ist ein elektronisches Handelssystem für Wertpapiere. Es wird von der Bayerische Börse AG betrieben, wie auch die Börse München. Es ist eines von zwei Systemen dieser Börse: MAX-ONE ist als Spezialistenmodell und gettex als Market-Maker-System organisiert.

## Preismodell
Börsenentgelt oder Makler-Courtage wird nicht berechnet. Market-Maker sorgen als Gegenpartei für hohe Liquidität. Bei Aktien, Bonds, ETFs und Fonds fungiert die Baader Bank als Market Maker, bei den Zertifikaten die Emittenten BNP Paribas, HSBC, Unicredit onemarkets und Goldman Sachs.
Knapp dreißig Banken und Broker sind bei gettex zugelassen und bieten den Handel über die gettex exchange an. Jüngst kamen mit Traders Place und der easybank neue österreichische Broker dazu. Wie bei allen Börsen in Deutschland unterliegt gettex einem Regelwerk mit einer unabhängigen Handelsüberwachung, die für marktgerechte Preise und Anlegerschutz sorgt.

## Angebot
gettex wurde 2015 von der Börse München gegründet. Als Market-Maker für Aktien, Investmentfonds, ETPs und Anleihen fungiert die Baader Bank. Mitte 2016 wurden auch strukturierte Wertpapiere der HypoVereinsbank onemarkets und der HSBC Deutschland in den Handel aufgenommen. Im September 2021 kam Goldman Sachs als weiterer Anbieter dazu. Die BNP Paribas brachte im Mai 2025 rund 270.000 weitere Zertifikate in den Handel auf gettex ein. Die Emittenten dienen gleichzeitig als Market-Maker.
Gettex bietet rund 725.000 handelbare Wertpapiere an: Aktien, ETPs, Anleihen und 695.000 Zertifikate. Eine Besonderheit bietet der Handel in Währungsanleihen: Mehr als 60 Länder und 20 Währungen stehen zur Auswahl.
Des Weiteren können knapp 100 Krypto-ETPs über gettex gehandelt werden. Anleger können so Kryptowährungen über die Börse gettex mit ihrem bestehenden Depot kaufen und verkaufen.

## Handelszeiten
gettex erweiterte die Handelszeiten im Januar 2025:
7:30 bis 23 Uhr für alle Aktien, ETFs, ETNs, ETCs, Fonds und Anleihen 

7:30 bis 22 Uhr für alle Zertifikate.